# Luxemburgische Fußballnationalmannschaft (U-19-Junioren)
Die luxemburgische Fußballnationalmannschaft der U-19-Junioren ist die Auswahl luxemburgischer Fußballspieler der Altersklasse U-19. Sie repräsentiert die Fédération Luxembourgeoise de Football auf internationaler Ebene, beispielsweise in Freundschaftsspielen gegen die Auswahlmannschaften anderer nationaler Verbände, aber auch bei der seit 2002 in dieser Altersklasse ausgetragenen Europameisterschaft.

## Teilnahme an U-19-Europameisterschaften
- 2002: nicht qualifiziert (Qualifikation: Dänemark 1:1, Malta 0:1, Bulgarien 1:1)
- 2003: nicht qualifiziert (Qualifikation: Frankreich 0:4, Russland 0:3, Albanien 2:1)
- 2004: nicht qualifiziert (Qualifikation: Deutschland 1:6, Dänemark 0:3, Malta 1:3)
- 2005: nicht qualifiziert (Qualifikation: Finnland 1:1, Dänemark 1:3, Albanien 0:1)
- 2006: nicht qualifiziert (Qualifikation: Russland 0:3, Portugal 0:3, Aserbaidschan 3:1)
- 2007: nicht qualifiziert (Qualifikation: Türkei 1:4, Tschechien 1:1, Wales 1:0)
- 2008: nicht qualifiziert (Qualifikation: Slowenien 0:3, Frankreich 0:5, Griechenland 1:5)
- 2009: nicht qualifiziert (Qualifikation: Deutschland 0:3, Niederlande 2:3, Litauen 0:3)
- 2010: nicht qualifiziert (Qualifikation: Deutschland 0:3, Türkei 1:1, Moldawien 1:2)
- 2011: nicht qualifiziert (Qualifikation: Irland 0:5, Serbien 0:3, Bulgarien 0:3)
- 2012: nicht qualifiziert (Qualifikation – Gruppe 9: Türkei 0:3, Polen 1:2, Georgien 0:2)
- 2013: nicht qualifiziert (Qualifikation – Gruppe 5: Irland 2:5, Deutschland 0:5, Mazedonien 0:1)
- 2014: nicht qualifiziert (Qualifikation – Gruppe 8: Portugal 0:3, Norwegen 1:5, San Marino 4:0)
- 2015: nicht qualifiziert (Qualifikation – Gruppe 1: Belgien 0:4, England 0:8, Belarus 2:2)
- 2016: nicht qualifiziert (Qualifikation – Gruppe 3: Zypern 2:1, Bulgarien 1:2, Polen 2:2)
- 2017: nicht qualifiziert (Qualifikation – Gruppe 6: England 0:2, Griechenland 0:5, Wales 2:6)
- 2018: nicht qualifiziert (Qualifikation – Gruppe 3: Schottland 1:3, Tschechien 0:5, Armenien 2:2)
- 2019: nicht qualifiziert (Qualifikation – Gruppe 3: Kroatien 1:2, Tschechien 1:2, Mazedonien 0:2)
- 2020: nicht qualifiziert (Qualifikation – Gruppe 11: England 0:4, Bosnien-Herzegowina 0:1, Nordmazedonien 0:3)
- 2021: abgesagt00000 (Qualifikation – Gruppe 4: Deutschland, Schottland, Schweiz)
- 2022: nicht qualifiziert (Qualifikation – Gruppe 4: Spanien 1:2, Belgien 1:5, Aserbaidschan 0:2)
- 2023: nicht qualifiziert (Qualifikation – Gruppe 2: Türkei 4:4, Bulgarien 0:0, Aserbaidschan 1:0)
000000000000000000000(Eliterunde – Gruppe 3: Spanien 0:4, Dänemark 1:4, Ukraine 2:1)
- 2024: nicht qualifiziert (Qualifikation – Gruppe 11: Aserbaidschan 2:1, Bosnien-Herzegowina 0:1, Niederlande 0:2)
- 2025: nicht qualifiziert (Qualifikation – Gruppe 12: Slowakei 1:2, Lettland 3:2, Nordmazedonien 1:1)
000000000000000000000(Eliterunde – Gruppe 3: Niederlande 0:0, Tschechien 0:2, Kroatien 2:1)
- 2026: 0000000000000 (Qualifikation – Gruppe 4: Slowenien -:-, Österreich -:-, Israel -:-)

## Gesamtbilanz der EM-Qualifikation
- 75 Spiele
- 10 Siege
- 11 Unentschieden
- 54 Niederlagen
- 60:195 Tore
- Beste Torschützen: Leon Elshan (6 Tore), Edvin Muratovic (4 Tore)